# Maja Kleszcz
Maja Kleszcz (ur. 13 lipca 1985 w Warszawie) – polska wokalistka, muzyk, producentka muzyczna, autorka muzyki teatralnej i filmowej.

## Życiorys

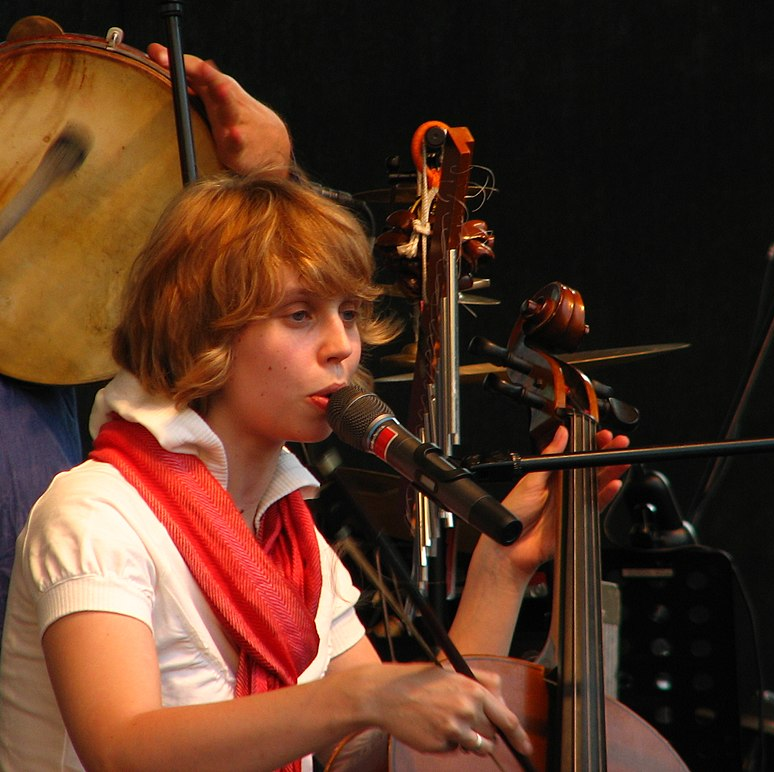
Maja Kleszcz podczas występu Kapeli ze Wsi Warszawa w 2008 roku

Córka Włodzimierza Kleszcza, dziennikarza Polskiego Radia zwanego ojcem polskiego world music, autora fuzji Jamajczyków Twinkle Brothers i górali Trebunie-Tutki.
Wraz z Kapelą ze Wsi Warszawa zdobywczyni wielu nagród i wyróżnień m.in. 3 Fryderyki, 2 Machinery, Nagrodę Radia BBC, i Grand Prix Europejskiej Unii Radiowej. Jako duet IncarNations współpracowała z wieloma artystami z kraju oraz Ukrainy, Senegalu, Gambii, Norwegii, Iranu, Szwecji (m.in.: Andriej Sun Zaporożec – 5’nizza, Haddy Nije, Becaye Aw, i DJ Feel-X).
W 2008 wraz z Wojciechem Krzakiem jako IncarNations wyprodukowała oraz skomponowała czwarty studyjny album Kapeli ze Wsi Warszawa – Infinity. Album nagrodzony nagrodą „Fryderyk” w kategorii „album roku folk i muzyka świata”.
W marcu 2010 została laureatką wyróżnienia konkursu 31 Przeglądu Piosenki Aktorskiej we Wrocławiu.
Wraz z zespołem incarNations w 2010 wydała album Radio Retro (album roku tygodnika „Polityka”), następnie w 2012 album Odeon, za który otrzymała nominację do nagrody „Fryderyk” w kategorii „wokalistka roku” oraz Romantyczność (2016). W 2017 do tekstów Agaty Dudy-Gracz skomponowała płytę Dudzie-Graczowi będącą wyrazem hołdu temu artyście.
W marcu 2015 podczas 36 Przeglądu Piosenki Aktorskiej we Wrocławiu miała miejsce premiera solowego spektaklu-performance artystki pt. „Eremita”.
Jest autorką muzyki teatralnej i filmowej oraz występuje w spektaklach. W grudniu 2015 podczas Międzynarodowego Festiwalu Teatralnego „Boska Komedia” w Krakowie, zdobyła główną nagrodę w kategorii „najlepsza muzyka” za kompozycję do spektaklu „Podróż zimowa” Teatru Polskiego we Wrocławiu. Muzyka skomponowana wraz z Wojciechem Krzakiem do spektaklu „Makbet” w 2019 była nominowana do nagrody „Fryderyk” w kategorii „najlepsza muzyka ilustracyjna”.
W 2019 została laureatką Nagrody im. Aleksandra Bardiniego i otrzymała z rąk Kapituły Dyplom Mistrzowski za całokształt pracy kompozytorsko-aktorskiej.
W 2023 roku otrzymała „Fryderyka” za płytę „B.L.UES”
Członkini Rady Artystycznej Przeglądu Piosenki Aktorskiej.
W 2024 roku zadebiutowała na srebrnym ekranie w filmach „Lany poniedziałek” (reż. Justyna Mytnik) oraz „Kulej. Dwie strony medalu” (reż. Xawery Żuławski).

## Dyskografia
Albumy solowe
| Tytuł   | Dane dot. albumu                             |
| ------- | -------------------------------------------- |
| Eremita | - Data: 2015 - Wydawca: incarNations Records |

Notowane utwory
| Tytuł                                               | Rok  | Pozycja na liście          |
| Tytuł                                               | Rok  | RDC Lista Przebojów Trójki |
| --------------------------------------------------- | ---- | -------------------------- |
| „Tango kat” (oraz Natalia Grosiak i Iza Kowalewska) | 2016 | 19                         |
| „Rebeka”                                            | 2012 | 16                         |

Albumy
| Album                                                   | Rok  | Uwagi             | Źródło |
| ------------------------------------------------------- | ---- | ----------------- | ------ |
| Kapela ze Wsi Warszawa – Wiosna Ludu/People’s Spring    | 2002 | członkini zespołu | [ 5 ]  |
| Kapela ze Wsi Warszawa – Wykorzenienie/Uprooting        | 2004 | członkini zespołu | [ 6 ]  |
| Kapela ze Wsi Warszawa – Wymixowanie/Upmixing           | 2008 | członkini zespołu | [ 7 ]  |
| Kapela ze Wsi Warszawa – Infinity                       | 2008 | członkini zespołu | [ 8 ]  |
| Mikromusic – Sennik                                     | 2008 | gościnnie         | [ 9 ]  |
| incarNations – Radio Retro                              | 2010 | członkini zespołu | [ 10 ] |
| Maja Kleszcz & IncarNations – Odeon                     | 2012 | członkini zespołu | [ 11 ] |
| Maja Kleszcz & IncarNations – Romantyczność             | 2016 | członkini zespołu | [ 12 ] |
| Maja Kleszcz & Kwartet Prowincjonalny – Dudzie-Graczowi | 2017 | członkini zespołu |        |
| Maja Kleszcz / Wojciech Krzak – Makbet                  | 2018 | współkompozytor   |        |
| Maja Kleszcz – Odyseja                                  | 2018 | członkini zespołu |        |
| Maja Kleszcz – Osiecka de luxe                          | 2019 | członkini zespołu |        |
| Maja Kleszcz – B.L.UES                                  | 2022 | członkini zespołu |        |

## Muzyka filmowa
| Tytuł           | Rok  | Uwagi                                      | Źródło |
| --------------- | ---- | ------------------------------------------ | ------ |
| „TOTO”          | 2015 | film animowany, reżyseria: Zbigniew Czapla | [ 13 ] |
| „Careless love” | 2012 | film fabularny, reżyseria: John Duigan     |        |

## Muzyka teatralna
| Spektakl                                                                | Rok  | Uwagi                                                                  | Źródło |
| ----------------------------------------------------------------------- | ---- | ---------------------------------------------------------------------- | ------ |
| „Złesny”                                                                | 2013 | reżyseria: Agata Duda-Gracz, Teatr Studyjny PWSFTviT Łódź              | [ 14 ] |
| „Każdy musi kiedyś umrzeć Porcelanko, czyli rzecz o Wojnie Trojańskiej” | 2013 | reżyseria: Agata Duda-Gracz, Teatr im. Juliusza Słowackiego w Krakowie | [ 14 ] |
| „Iwona, księżniczka Burgunda”                                           | 2014 | reżyseria: Agata Duda-Gracz, Teatr im. Stefana Jaracza w Łodzi         | [ 14 ] |
| „Dziady Adam Mickiewicz”                                                | 2014 | reżyseria: Michał Zadara, Teatr Polski we Wrocławiu                    | [ 14 ] |
| „Podróż zimowa”                                                         | 2014 | reżyseria: Paweł Miśkiewicz, Teatr Polski we Wrocławiu                 | [ 14 ] |
| „Dziadów część III”                                                     | 2014 | reżyseria: Michał Zadara, Teatr Polski we Wrocławiu                    | [ 14 ] |
| „Mary Stuart”                                                           | 2015 | reżyseria: Agata Duda-Gracz, Teatr Ateneum w Warszawie                 | [ 14 ] |
| „Dziady – całosć”                                                       | 2016 | reżyseria: Michał Zadara, Teatr Polski we Wrocławiu                    |        |
| „Mała mysz i słoń do pary”                                              | 2016 | reżyseria: Agata Kucińska, Opolski Teatr Lalki i Aktora                |        |
| „Hamlet”                                                                | 2016 | reżyseria: Anna Wieczur – Bluszcz, Teatr Polskiego Radia               |        |
| „Wyzwolenie”                                                            | 2017 | reżyseria: Agata Duda-Gracz, Radio Kraków                              |        |
| „Sanatorium pod klepsydrą”                                              | 2017 | reżyseria: Agata Duda-Gracz, Teatr Żydowski w Warszawie                |        |
| „Bzik – ostatnia minuta”                                                | 2017 | reżyseria: Ewelina Marciniak, Teatr Współczesny w Szczecinie           |        |
| „Makbet”                                                                | 2017 | reźyseria: Agata Duda-Gracz, Teatr Muzyczny Capitol we Wrocławiu       |        |
| „Stańczyk”                                                              | 2018 | reżysera: Ewelina Marciniak, Teatr Rozrywki w Chorzowie                |        |
| „Burza”                                                                 | 2018 | reżysera: Paweł Miśkiewicz, Teatr Narodowy w Warszawie                 |        |
| „Cesarz”                                                                | 2022 | reżyseria: Cezi Studniak, Teatr Muzyczny Capitol we Wrocławiu          |        |
| „Pani Ka patrzy na morze”                                               | 2022 | reżyseria: Paweł Miśkiewicz, Teatr Polski we Wrocławiu                 |        |
| „Proszę Państwa, Wyspiański umiera”                                     | 2024 | reżyseria: Agata Duda-Gracz, Teatr im. Juliusza Słowackiego w Krakowie | [ 15 ] |
| "Przebłyski"                                                            | 2025 | reżyseria: Agata Duda-Gracz                                            |        |
| "The Wall"                                                              | 2025 | reżyseria: Paweł Miśkiewicz, Teatr Dramatyczny w Warszawie             |        |

## Nagrody i wyróżnienia solowe
| Rok  | Kategoria                                         | Tytułem                       | Nagroda                                                                                              | Nota       | Źródło |
| ---- | ------------------------------------------------- | ----------------------------- | --- | ---------- | ------ |
| 2010 | Podsumowanie 2010 wg tygodnika Polityka           | Radio Retro                   | Najlepsze polskie płyty 2010 roku                                                                    | 1. miejsce |        |
| 2011 | Fryderyk                                          | Radio Retro                   | Płyta roku – blues                                                                                   | Nominacja  |        |
| 2012 | Muzyka rozrywkowa – wydarzenie                    | Maja Kleszcz                  | Nagroda Muzyczna Programu Trzeciego – „Mateusz”                                                      | Nominacja  | [ 16 ] |
| 2013 | Nagroda za najlepszą muzykę do filmu              | „TOTO”                        | Międzynarodowy Festiwal Filmów Krótkometrażowych „ŻubrOFFka” – Konkurs Międzynarodowy Cały Ten Świat | Laur       | [ 14 ] |
| 2013 | Fryderyk                                          | Maja Kleszcz                  | Debiut roku                                                                                          | Nominacja  |        |
| 2014 | Nagroda za opracowanie muzyczne do przedstawienia | „Iwona, księżniczka Burgunda” | XI Międzynarodowy Festiwal Gombrowiczowski                                                           | Laur       | [ 17 ] |
| 2015 | Najlepsza muzyka oryginalna                       | „Podróż zimowa”               | Międzynarodowy Festiwal Teatralny Boska Komedia                                                      | Laur       | [ 18 ] |
| 2016 | Podsumowanie 2016 wg tygodnika Polityka           | „Romantyczność”               | Najlepsze polskie płyty 2016 roku                                                                    | 3. miejsce | [ 19 ] |
| 2018 | Najlepsza muzyka oryginalna                       | „Bzik”                        | Teatralny konkurs „Klasyka żywa”                                                                     | LAUR       |        |
| 2019 | Złoty Tukan                                       | Maja Kleszcz                  | Dyplom Mistrzowski Kapituły im. A. Bardiniego                                                        | LAUR       |        |
| 2019 | Fryderyk                                          | Makbet                        | Płyta roku – muzyka ilustracyjna                                                                     | Nominacja  |        |
| 2019 | Podsumowania 2019 wg tygodnika Polityka           | Osiecka de luxe               | Najlepsze polskie płyty 2019 roku                                                                    | 2. miejsce | [ 20 ] |
| 2020 | Fryderyk                                          | Osiecka de Luxe               | Płyta roku – muzyka poetycka                                                                         | Nominacja  |        |
| 2022 | Podsumowania 2022 wg tygodnika Polityka           | B.L.UES                       | Najlepsze polskie płyty 2022 roku                                                                    | 9. miejsce |        |
| 2023 | Fryderyk                                          | B.L.UES                       | Płyta roku – blues                                                                                   | LAUR       |        |